# Hans Egede

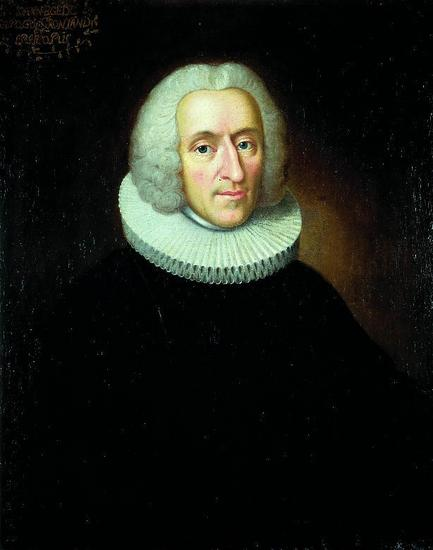
Hans Egede cap a 1745

Hans Poulsen Egede (31 de gener de 1686 – 5 de novembre de 1758) va ser un missioner luterà danès que es va establir a Groenlàndia i que per això rep el sobrenom d'Apòstol de Groenlàndia. Va establir una missió amb èxit entre els Inuit i va revitalitzar l'interès de Dinamarca respecte a Groenlàndia. També fundà la capital de Groenlàndia Godthåb (que significa Bona Esperança en danès) i que actualment es diu Nuuk (que vol dir simplement península en idioma inuit).
Hans Egede nasqué a Hinnøya, a Harstad, Noruega al nord del cercle polar àrtic el seu pare era un clergue a Vester Egede al sud de Zealand (Dinamarca).Hans estudià teologia a la Universitat de Copenhaguen. Va ser ordenat pastor luterà i enviat a les illes Lofoten. El 1707 es casà amb Gertrud Rasch i van tenir quatre fills.

## Groenlàndia
A Lofoten, Egede escoltà històries sobre els antics assentaments noruecs a Groenlàndia amb es quals feia uns tres-cents anys que s'havia perdut el contacte. El maig de 1721 demanà permís al rei Frederic i de Dinamarca per anar a Groenlàndia i establir-s'hi amb una missió suposant que encara trobaria descendents dels pobladors antics noruecs que potser continuaven essent catòlics o haver-se descristianitzat. Frederic I el va autoritzar mirant també de restablir la sobirania danesa sobre Groenlàndia.
Egede arribà a Groenlàndia, amb una flota de vaixells, el 3 de juliol de 1721. no va trobar supervivents dels antics assentaments europeus. Va estudiar l'idioma inuit i va traduir textos cristians a la seva llengua, com que les inuit no sabien què era el pa va substituir el pa nostre del parenostre per un la foca nostra.
El 1724 batejà el primer nen inuit però el nou rei Christian VI va manar, el 1730, que tornessin de Groenlàndia tots els danesos tanmateix Hans s'hi quedà.
El 1735 Hans Egede deixà Groenlàndia i va anar a Dinamarca, el 1741 va ser nomenart bisbe de Groenlàndia. Morí a Falster, Dinamarca.
D'altra banda, Hans Egede va ser un dels primers a donar una descripció de la mítica serp marina, es creu que segurament el que va veure (el 6 de juliol de 1734) era un calamar gegant.

## Galeria

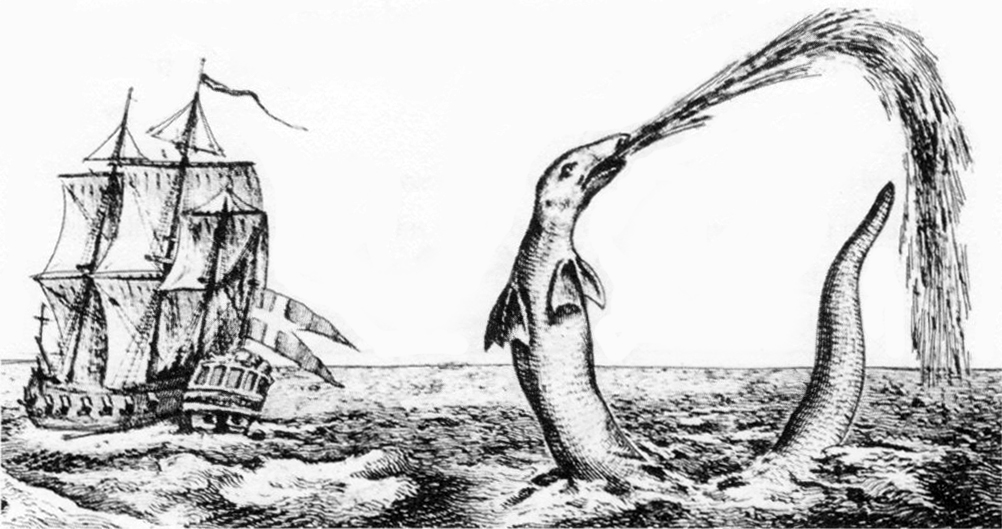
Serp marina segons informà Hans Egede, el 1734
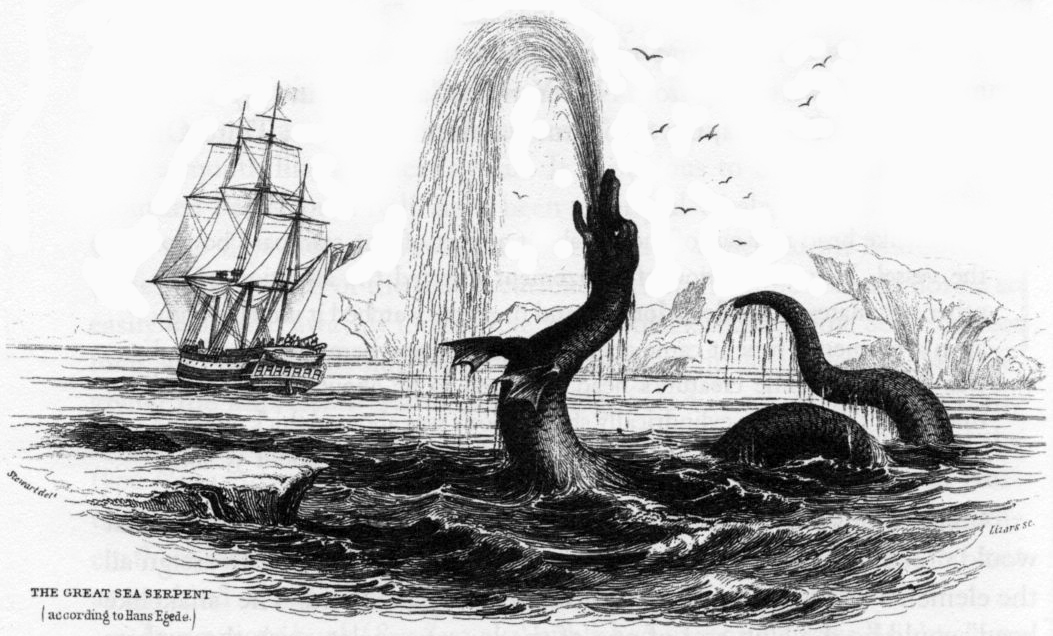
La "Gran Serp" segons Hans Egede